# Microspingus trifasciatus
Microspingus trifasciatus é uma espécie de ave da família Thraupidae.
Pode ser encontrada nos seguintes países: Bolívia e Peru.

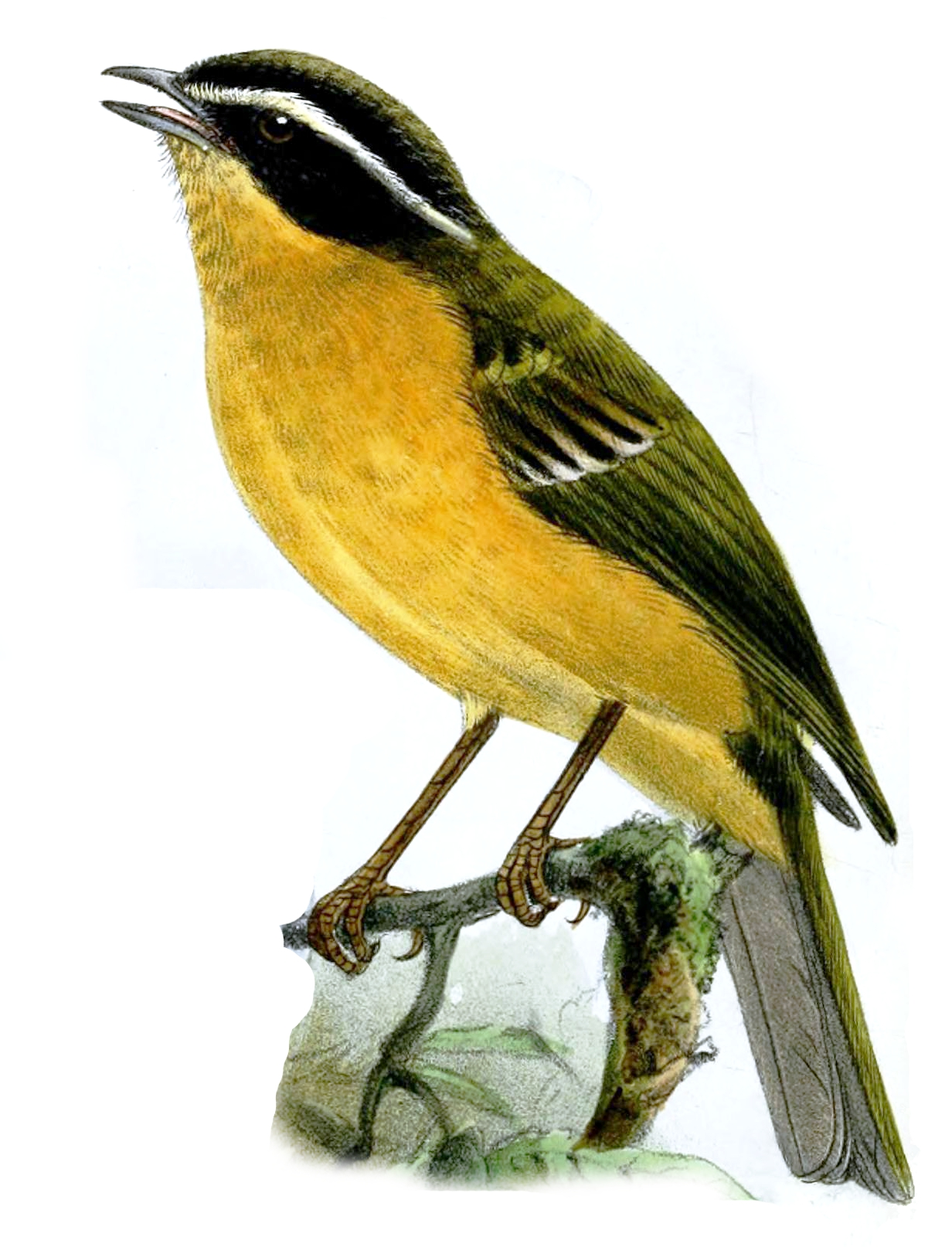

Os seus habitats naturais são: regiões subtropicais ou tropicais húmidas de alta altitude.